# هويس سرابيوم
هويس سرابيوم إحدى قرى مركز فايد التابع لمحافظة الإسماعيلية بجمهورية مصر العربية.